# Immenreuth
Immenreuth település Németországban, azon belül Bajorországban. Lakosainak száma 1895 fő (2023. december 31.).

## Népesség
A település népessége az elmúlt években az alábbi módon változott:
| Lakosok száma | 353  | 1195 | 1397 | 1864 | 1848 | 1857 | 1874 | 1903 | 1905 | 1895 |
|               | 1875 | 1950 | 1975 | 2011 | 2013 | 2014 | 2016 | 2018 | 2021 | 2023 |